# CF Brăila în sezonul 1984-1985

## Echipă
| Nr. |         | Poziție | Jucător             |
| --- | ------- | ------- | ------------------- |
| -   | România | P       | Șerban Trofin       |
| -   | România | P       | Constantin Brătianu |
| -   | România | P       | Nedelcu             |
| -   | România | F       | Stelian Coman       |
| -   | România | F       | Mihai Chiriță       |
| -   | România | F       | Vasile Darie        |
| -   | România | F       | Ionel Panțuru       |
| -   | România | F       | Miron Tudose        |
| -   | România | F       | Vasile Brătianu     |
| -   | România | F       | Alexandru Drogeanu  |
| -   | România | M       | Aurel Marin         |
| -   | România | M       | Victor Titirișcă    |
| -   | România | M       | Gheorghe Cațaros    |
| -   | România | M       | Adrian Petrache     |
| -   | România | M       | Ionel Iuga          |
| -   | România | M       | Ionel Drăgoi        |
| -   | România | M       | Nicu Pârlog         |
| -   | România | M       | Nicolae Pascu       |
| -   | România | M       | Niță Cireașă        |
| -   | România | A       | Nicolae Nehoianu    |
| -   | România | A       | Ion Văsâi           |
| -   | România | A       | Ștefan Chircă       |

## Transferuri

### Sosiri
| Post | Jucător            | De la echipa       | Sumă de transfer  | Dată |  | ---- |
| ---- | ------------------ | ------------------ | ----------------- | ---- |  | ---- |
| M    | Gheorghe Cațaros   | Universitatea Cluj | liber de contract | -    |  |      |
| M    | Nicolae Pascu      | Dunărea Galați     | liber de contract | -    |  |      |
| F    | Ionel Panțuru      | Petrolul Brăila    | liber de contract | -    |  |      |
| F    | Alexandru Drogeanu | Petrolul Brăila    | liber de contract | -    |  |      |
| A    | Ștefan Chircă      | Petrolul Brăila    | liber de contract | -    |  |      |
| A    | Nicolae Nehoianu   | Petrolul Brăila    | liber de contract | -    |  |      |

### Plecări
| Post | Jucător | De la echipa | Sumă de transfer | Dată |  | ---- |
| ---- | ------- | ------------ | ---------------- | ---- |  | ---- |